# Kim quang minh kinh

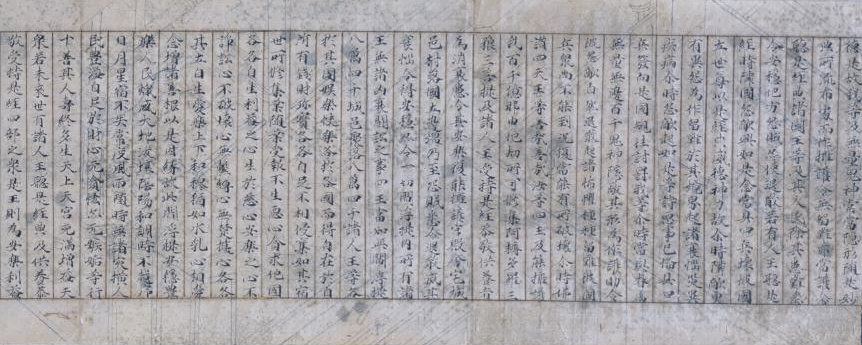
Kim Quang Minh Kinh bằng Hán tự Kanji (trưng bày ở bảo tàng nghệ thuật Itsuo)

Kim Quang Minh Tối Thắng Vương Kinh (Tiếng Phạn: सुवर्णप्रभासोत्तमसूत्रेन्द्रराज, IAST: Suvarṇaprabhāsottamasūtrendrarājaḥsutra, Phiên âm: Tu-bạt-noa-bà-phả-bà-uất-đa-ma-nhân-đà-la-già-duyệt-na-tu-đa-la) hay được viết tắt là Kim Quang Minh Kinh (Zh. 金光明經, Sa. Suvarṇaprabhāsa Sūtra) là một kinh điển Phật giáo của phái Bắc Tông (Mahāyāna). Kim Quang Minh Kinh là bộ kinh phổ biến và được mệnh danh là bản kinh Hộ Quốc (Zh. 護國) ở các nước Phật giáo theo truyền thống Đại Thừa như Trung Hoa, Triều Tiên, Việt Nam và đặc biệt là Nhật Bản.

## Lịch sử

### Nguyên bản, dịch bản và truyền bản
Kinh Kim Quang Minh được viết bằng tiếng Phạn (Sanskrit) và sau đó được dịch nhiều lần sang tiếng Trung (phong cách văn ngôn) tính theo niên đại như sau: 

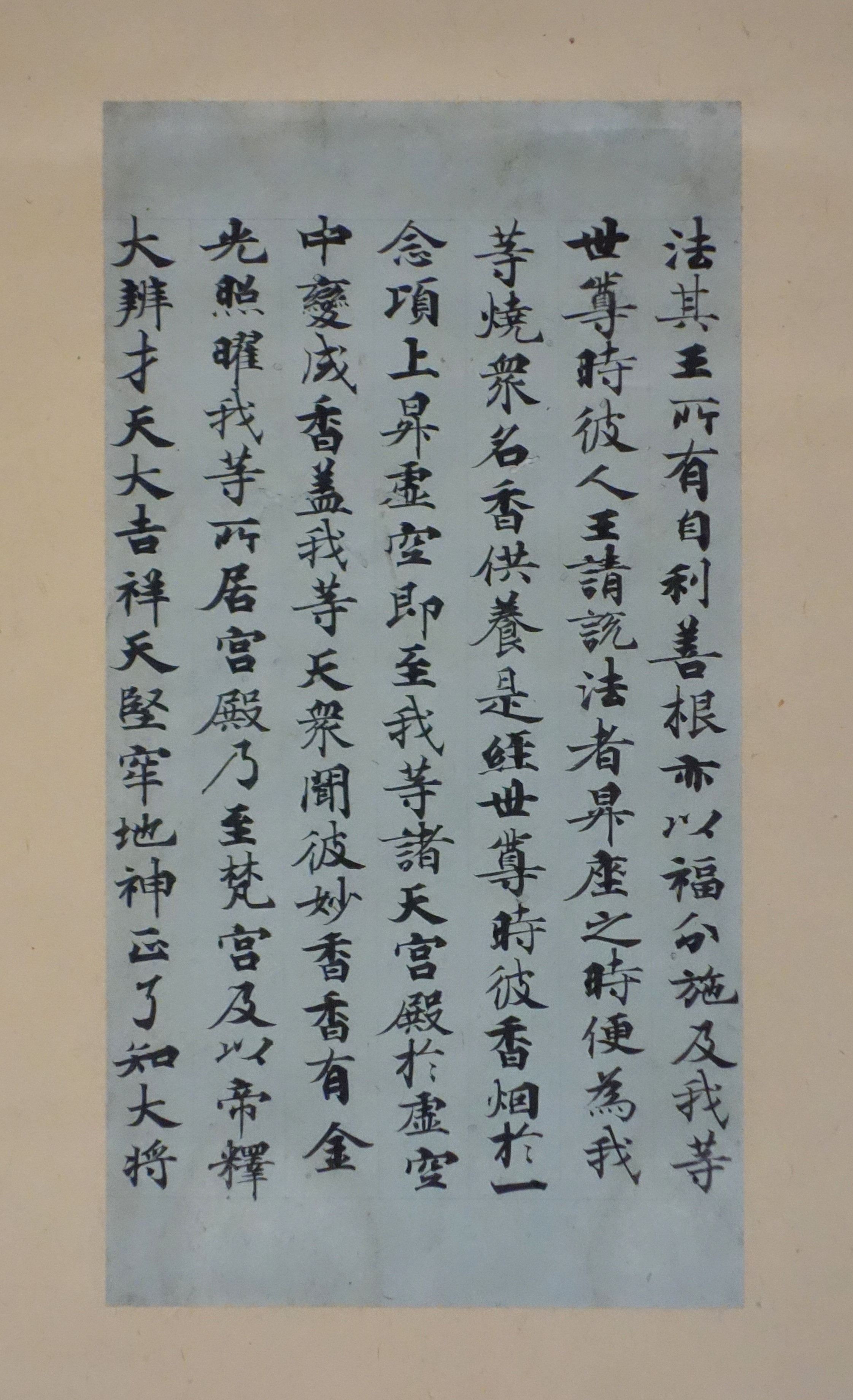
Bản chép tay Kinh Kim Quang Minh bằng tiếng Nhật dưới triều Nhật hoàng Shomu, thời kỳ Nara (thế kỷ VIII)

1. Kinh Kim Quang Minh do ngài Đàm-vô-sấm (Sa. Dharmakṣema, Zh. 曇無讖: 385-433) dịch vào thời Bắc Lương, gồm bốn quyển, 19 phẩm, kể cả phẩm tựa, vào niên hiệu Huyền Thủy (玄始:412-428).
2. Kinh Kim Quang Minh Đế vương. Bản kinh này do ngài Chân Đế (真諦) dịch vào niên hiệu Thái Thanh nguyên niên (547), gồm bảy quyển.
3. Kinh Kim Quang Minh Tiện Quảng Thọ Lượng Đại Biện Đà La Ni do ngài Da-xá-quật-đa (耶舍崛多) cùng với ngài Xà-na-quật-da (闍那崛多) dịch ở thời Bắc Chu (北周: 557-581), gồm năm quyển. Theo ngài Trí Thăng (智昇) trong Khai nguyên thích giáo lục, quyển bảy cho rằng, bản kinh này vốn kế thừa bản dịch của ngài Đàm-vô-sấm, chỉ gia thêm hai phẩm Thọ lượng và Đại biện.
4. Hiệp bộ kinh Kim Quang Minh. Bản kinh này do ngài Bảo Quý (寶貴), tổng hợp lại từ ba bản dịch kinh Kim Quang Minh do ngài Đàm-vô-sấm, Chân-đế và Xà-na-quật-da vào niên hiệu Khai Hoàng năm thứ 17 (597).
5. Kinh Kim Quang Minh Tối Thắng Vương Kinh do ngài Nghĩa Tịnh (dịch vào niên hiệu Trường An năm thứ ba (703) gồm 31 phẩm chia đều thành 10 quyển, được Võ Tắc Thiên viết tựa.

Trong năm bản trên, chỉ có ba bản: của ngài Đàm-vô-sấm, ngài Chân Đế và ngài Nghĩa Tịnh mới là bản dịch từ tiếng Phạn trong khi bản của ngài Da-xá-quật-đa và Xà-na-quật-đa chỉ là hai phẩm rời và của ngài Bảo Quý là sự tổng hợp chủ quan ba bản dịch. Sau đó, vào khoảng thế kỷ VIII, Kim Quang Minh Kinh được dịch sang tiếng Nhật ở Tây Đại tự (Saidaiji) dựa theo bản dịch của ngài Nghĩa Tịnh. Kim Quang Minh Kinh cũng được dịch sang tiếng Tạng với ba bản khác nhau là 21, 29 và 31 phẩm (với dịch bản 29 phẩm là phổ biến nhất). Ngoài ra, bộ kinh này còn được dịch sang tiếng Hồi Cốt cổ (Uyghur) với tên là Altun Yaruk. Ngày nay, nó được dịch sang nhiều ngôn ngữ ở phương Tây như tiếng Đức (1958), tiếng Anh (1970, Golden Light Sutra)...

### Vai trò
Kim Quang Minh Kinh là một bộ kinh rất quan trọng đối phái Đại Thừa (đặc biệt là Nhật Bản). Nó được xem là kinh Hộ Quốc (kinh bảo hộ quốc gia), bắt nguồn từ đoạn kinh thuộc phẩm 12: "Thiên vương hộ quốc" như sau:
[...] Bốn vị thiên vương, lúc ấy, từ chỗ ngồi đứng dậy, vắt vạt áo của vai bên phải, gối bên phải quỳ xuống chấm đất, chắp tay cung kính mà thưa:

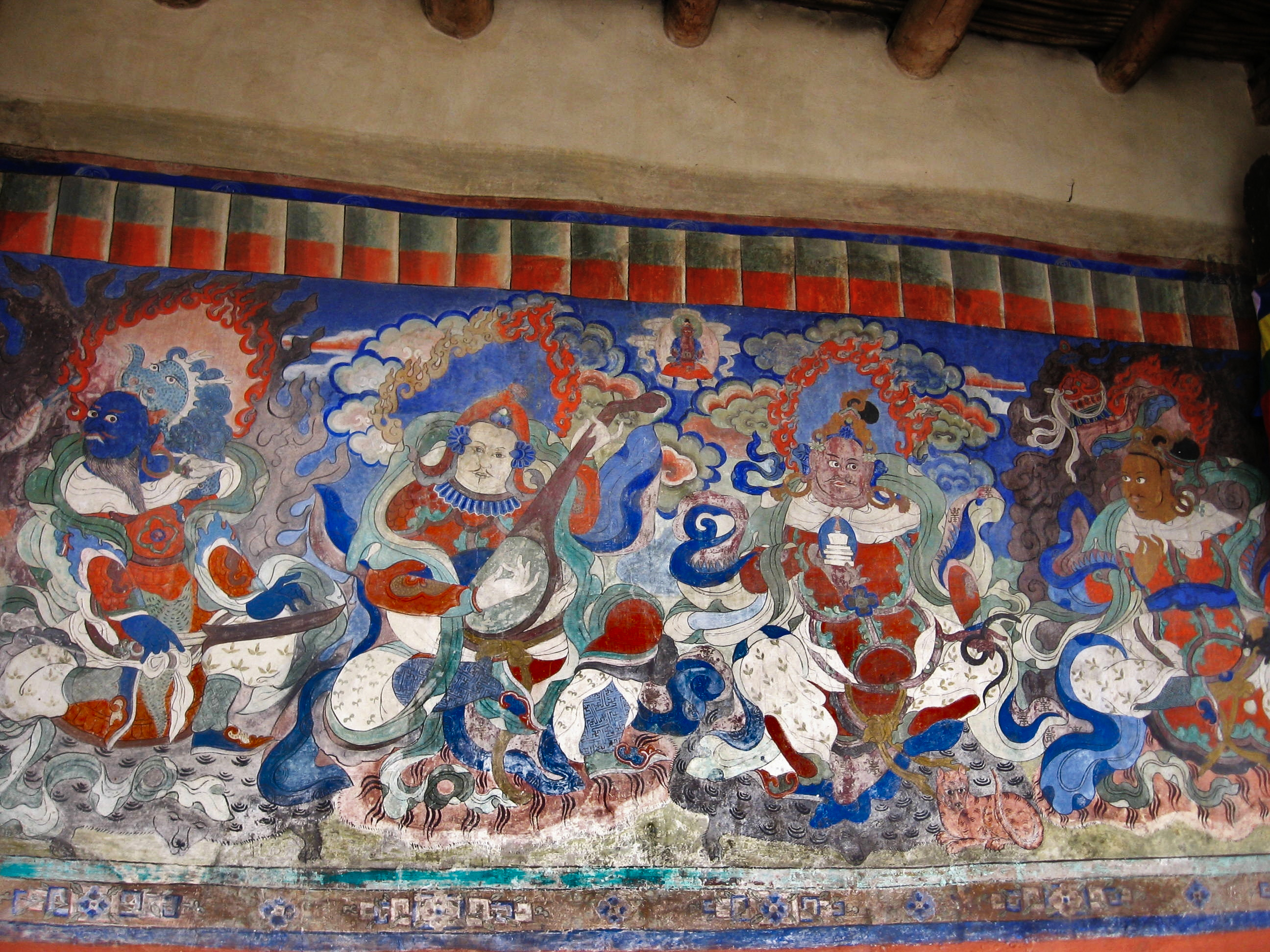
Tứ đại thiên vương theo thứ tự từ trái sang phải là: Virudhaka (Tăng Trưởng Thiên) ở phương Nam, Dhṛtarāṣṭra (Trì Quốc Thiên) ở phương Đông, Virūpākṣa (Quảng Mục Thiên) ở phương Tây và Vaiśravaṇa (Đa Văn Thiên) ở phương Bắc.

"Bạch đức Thế tôn, trong thì vị lai, nơi đất nước, thành thị, làng xóm, núi rừng, đồng nội, chỗ nào và lúc nào bản kinh Kim Quang Minh này lưu hành đến, thì quốc vương chỗ ấy và lúc ấy nên hết lòng lắng nghe, tán dương, hiến cúng, lại cung phụng cho những người trong bốn chúng thụ trì kinh này, thâm tâm hộ trì cho họ tách rời suy não. Vì lý do này, chúng con hộ trì cho quốc vương ấy, và cho quốc dân của ông, ai cũng yên ổn, rời xa lo buồn, thọ lượng tăng thêm, uy đức toàn hảo.
Bạch đức Thế tôn, nếu quốc vương ấy thấy những người trong bốn chúng thọ trì kinh này mà cung kính hộ vệ như cha như mẹ, cung cấp những thứ nhu cầu, thì bốn thiên vương chúng con thường hộ vệ cho, làm cho ai cũng tôn kính. Chúng con và vô số các thần dược-xoa, kinh vua này ở đâu cũng ẩn mình hộ vệ, không để bị cản trở. Chúng con cũng hộ vệ cho những thính giả, và quốc vương lắng nghe kinh này, loại trừ suy tổn và đem lại yên ổn cho họ, giặc thù từ xứ khác cũng được làm cho thoái tán. Thế nên nếu có quốc vương nào khi lắng nghe kinh này mà lân bang thù địch, động binh xâm lăng phá hoại thì, bạch đức Thế tôn, do thần lực của kinh này mà chúng con sẽ cùng vô số dược-xoa tùy thuộc, ai cũng ẩn mình hỗ trợ, làm cho lân bang thù địch kia phải tự đầu hàng, không dám bước đến cương giới của quốc gia ấy, có đâu dám sử dụng vũ khí mà sát phạt." [...]

— Phẩm 12: Thiên vương hộ quốc, Kim Quang Minh Kinh.
Do đó, nó được rất nhiều vị thiên tử như Lương Vũ Đế, Võ Tắc Thiên, Tùy Văn Đế... yêu thích và thường cho vời các vị cao tăng giảng pháp. Nó được tụng đọc trước công chúng nhằm cầu nguyện sự bình yên cho đất nước, đặc biệt ở xứ sở Phù Tang. Năm 741, Nhật hoàng Thánh Vũ thành lập Kim Quang Minh Kinh Tứ Thiên Vương Hộ Quốc Chi Tự (金光明經四天王護国之寺) đặt ở các hành tỉnh, phủ. Mỗi ngôi chùa bao gồm 20 tăng ni sống ở đây và nhiệm vụ của các sa-môn là phải tụng đọc kinh này vào thời điểm cố định trong ngày nhằm bảo vệ sự an nguy của quốc đảo này. Cho đến gần đây, hoạt động nhật tụng này được bãi bỏ.